# Penske PC1
Chronologie des modèles (1974 - 1975)
aucun Penske PC3
La Penske PC1 est une monoplace de Formule 1 engagée en championnat du monde de Formule 1 1974 et 1975 par l'écurie Penske Cars.